# Papažani
Papažani (cyr. Папажани) – wieś w Bośni i Hercegowinie, w Republice Serbskiej, w gminie Laktaši. W 2013 roku liczyła 375 mieszkańców.